# Evo (gitár)

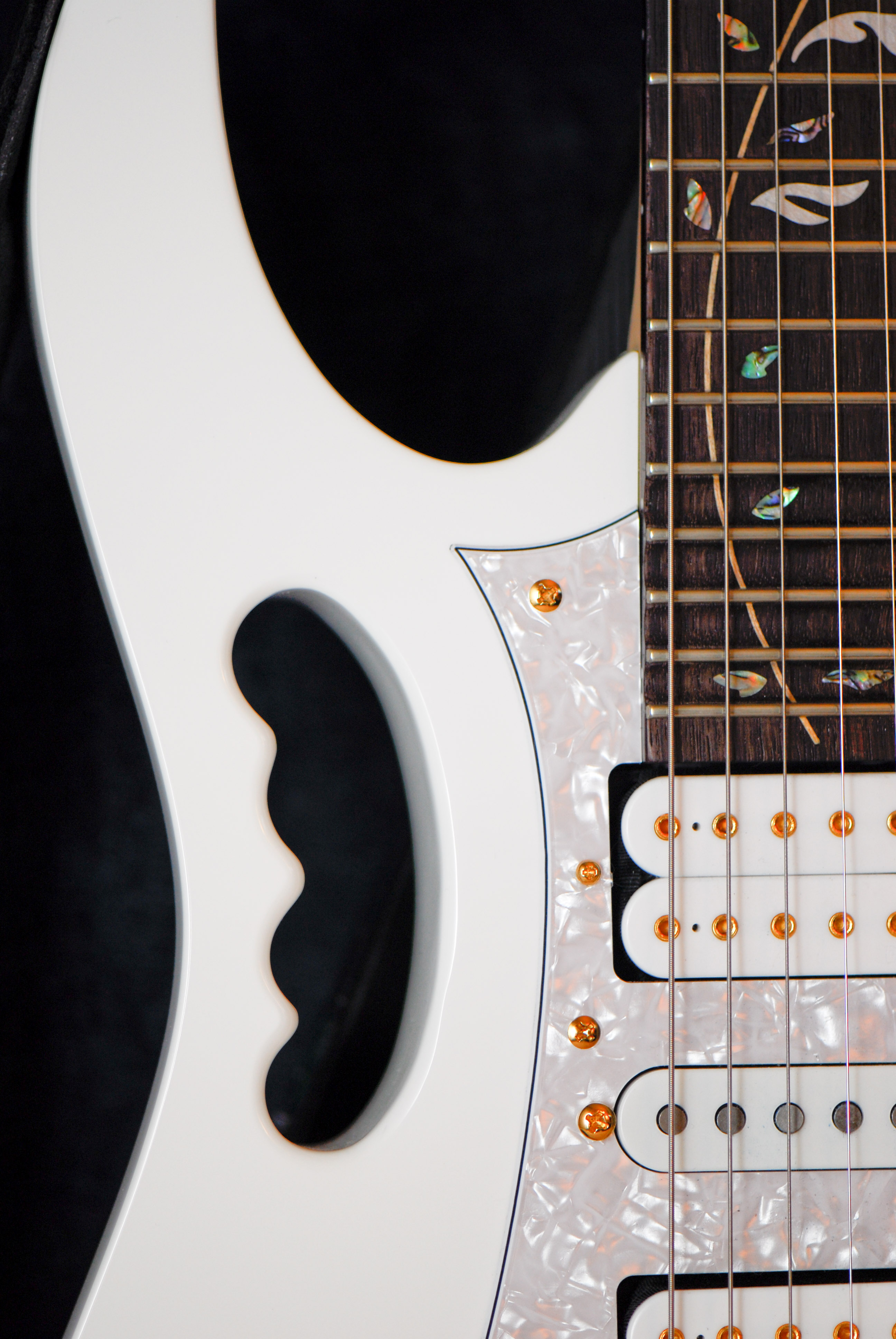
Ibanez JEM7V

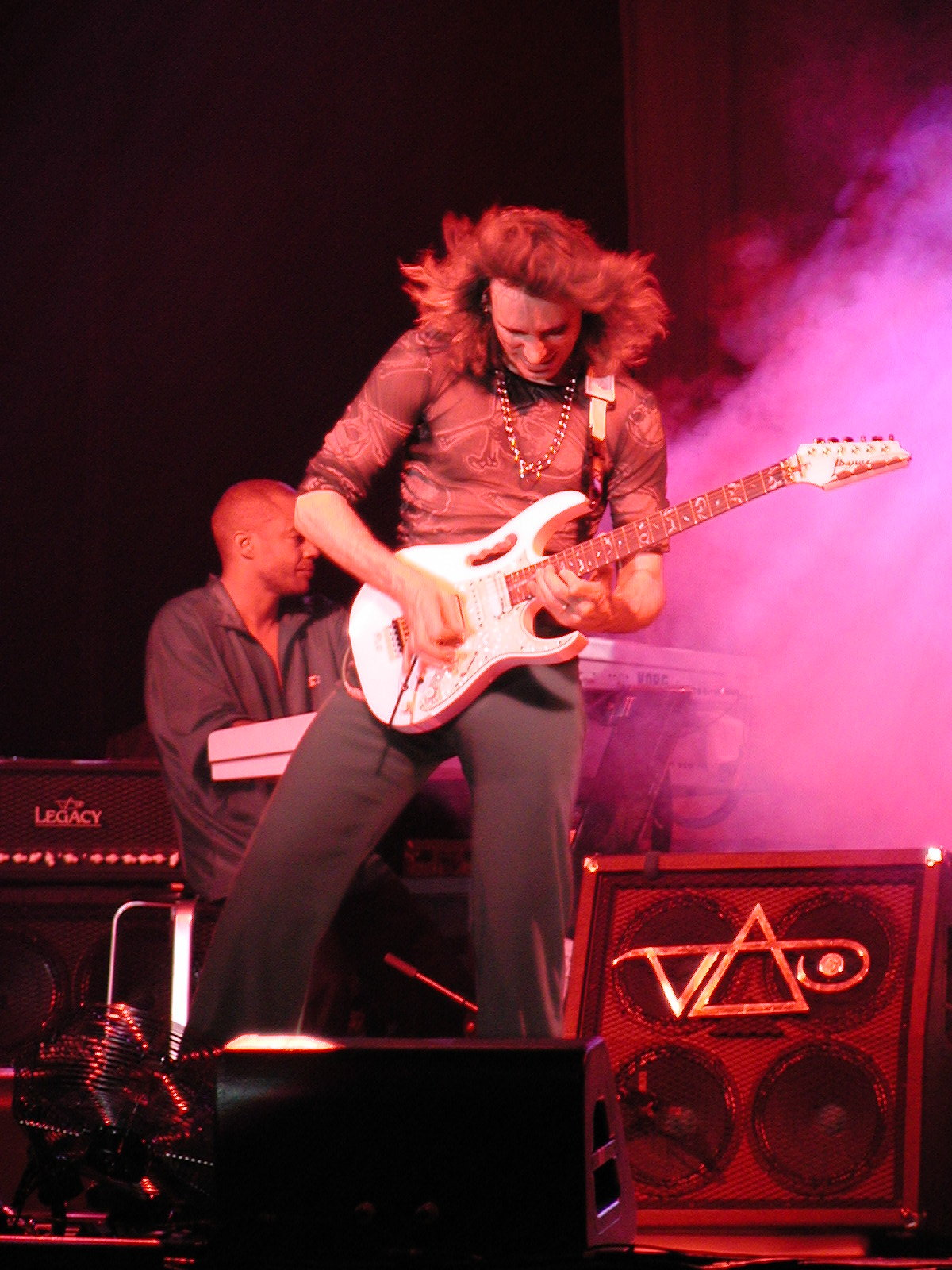
Steve Vai a gitárral

„Evo” a beceneve annak a Steve Vai gitárvirtuóz segítségével kifejlesztett Ibanez JEM (7VWH) elektromos gitár prototípusnak, mely máig Vai tulajdonában van. Evo a zenész első számú hangszere, elég különlegesnek és sokoldalúnak bizonyult ahhoz, hogy Steve Vai legtöbb stúdiófelvételén ezt használja az 1993-as Sex & Religion album felvételei óta. Ezen kívül a hangszer szinte minden koncerten előkerült eddig, legalább egy szám erejéig. A nagy igénybevételnek köszönhetően Evo több sérülést is begyűjtött az évek során. A gitár több száz zenei magazin címlapján szerepelt már.

## Története
Az Ibanez hangszercég már 1987-óta gyárt Ibanez JEM modelleket. Steve Vai is előszeretettel játszott a JEM gitárokon, így az Ibanez marketing célokból lehetőséget biztosított Vai számára egy saját nevével fémjelzett, ún. „signature model” kifejlesztésében.
Nevét a hangszedőiről kapta: Steve Vai a fejlesztésekhez történő segédkezés gyanánt pick-up típusok és elrendezések kombinációjával kísérletezett és a végül a DiMarzio Evolution hangszedőire esett a választása. A prototípus neve tehát a választott hangszedő neve után lett egyszerűen csak Evo.
1995-ben Vai játszott a legendás dzsesszgitáros Les Paul születésnapi partiján, ahol Les Paul dedikálta Vainak Evo hátulját az alábbi szöveggel: „To Steve, You’re a great player, Les Paul.” A sok használattól később lekopott az autogram, de Vai 1998-ban ismét dedikáltatta hangszerét, és ezúttal egy átlátszó műanyagfóliával le is ragasztotta azt, de ennek ellenére hamarosan megint elhalványult.

## Részletei

### Test
Evo a többi Ibanez JEM modellhez hasonlóan tömör égerfa testtel készült. A gitár egyik oldalán a JEM-re jellemző, foggantyúszerű bevágás kapott helyet. A nyak felőli részen két igen éles bevágás biztosítja a jó hozzáférhetőséget a magas fekvésekhez. A test színe törtfehér, és az idők során egyre több és több különböző sérülést szenvedett el, de Steve szerint éppen ez az, ami egy hangszert személyessé tesz, illetve történetet ad neki.
A test alján (a híd alatt) egy hagyományos alkoholos filccel felírt „EVO” felirat hirdeti a hangszer nevét, amit a kopás miatt Steve Vai időnként kénytelen újraírni. Az agresszív gitárjátéknak köszönhetően a test alján lévő hevedertartó többször kitört, illetve meglazult már ezért egy erős csavart fúrtak mélyen a gitár testébe – ezzel lecserélve a gyári megoldást, a törött részeket pedig tömítőanyaggal töltötték ki.
A test oldalán található egy fehér ragasztószalag, melyre ugyancsak rá van írva az „EVO” felirat, hogy Thomas (Steve Vai gitártechnikusa) a hangszerállványon könnyebben megtalálja a hangszert Steve több mint száz gitárja között.
A test hátulján a tremolószerkezet rugómechanizmusát papír zsebkendővel tömték ki, hogy ezzel csökkentsék a rugók zaját, illetve a felesleges vibrációt. A nyílás közönséges szigetelőszalaggal lett lezárva. A test és a nyak találkozásánál található egy repedés, mely folyamatosan egyre tovább húzódik a gitár oldalán. Az Ibanez mindent megtett a javítás érdekében, de egyre nehezebb a gitárt hangolásban tartani, és előbb-utóbb színpadon használhatatlan lesz. Steve azt mondta, mikor ez bekövetkezik, onnantól kezdve csak a stúdióban fogja használni. „The day I must embark on a tour without her will be a cold one.”

### Nyak és fej
Az Ibanez JEM nyaka 24 érintővel rendelkezik. A 21. érintőtől kezdve az utolsó négy bundnál szkaloppálva van, ami azt jelenti, hogy a fogólap kissé be lett csiszolva, így a húrokat gyakorlatilag játék közben be lehet nyomni, ezzel nyújtva a lefogott hangot. A fogólap berakásai stilizált virágmintát formáznak meg. A pozíciójelölések pedig a nyak felső részén – ha úgy tetszik oldalán – apró pöttyökkel lettek megoldva.
Egy 1997-es melbourne-i koncerten Evo nyakát törte. Több nyak kipróbálása után Vai egy fekete hangolókulcsokkal rendelkező új nyakat választott szeretett hangszerének.

### Húrozás és elektronika
Evo „lebegő” tremolószerkezetes húrlábbal (vagy híddal) rendelkezik, ami lehetőséget ad az agresszív hangnyújtásra játék közben, mivel a húrláb nem csak lazítani, de hátrafelé használva feszíteni is képes a húrokat. Vai játékstílusának köszönhetően Evo hídját évente néhány alkalommal le kell cserélni.
Evo összesen három DiMarzio hangszedővel rendelkezik: két ikertekercses (humbucker), közöttük egy egytekercses (single-coil) pick-uppel. Egy 1998-as koncert után Steve Vai nem volt elégedett Evo hangjával. Miután szólt a technikusának kiderült, hogy előző nap, a koncert után kicserélte a nyak-oldali hangszedőt egy teljesen ugyanolyanra, mivel valami gond volt az érintkezéssel. Steve dühös lett, mivel a technikus kidobta az eredeti pick-upöt. Végül visszafordultak a show helyszínére és átnézették az összes szeméttárolót, mire előkerült az alkatrész. Az érintkezési hibát kijavították, és a hangszedő visszakerült eredeti helyére.
A nyak oldali hangszedőn egy ragasztószalag található, rajta a „KONX” felirattal. Ez azért van, mert Steve néha olyan erősen csap a húrokra, hogy a magas E beakad a hangszedő alá. A KONX szó egyébként ősi alkimista varázsszó, állítólag Aleister Crowleytől ered. Varázsszavak kántálása közben alkalmazandó, és állítólag testetlen lelkeket idéz meg az alvilágból, hogy öltsenek testet.
A hangerőszabályzó potméter eredetileg Danny Gattoné volt. Az eredetinél kisebb és recézett oldalú, hogy játék közben könnyebben lehessen használni.

## Külső hivatkozások
- Steve Vai gitárjai
- Ibanez Steve Vai Signature JEM modellek

### Videók
- Steve Vai: Tender Surrender
- Steve Vai: For the love of god